# Intel Arc

Logo

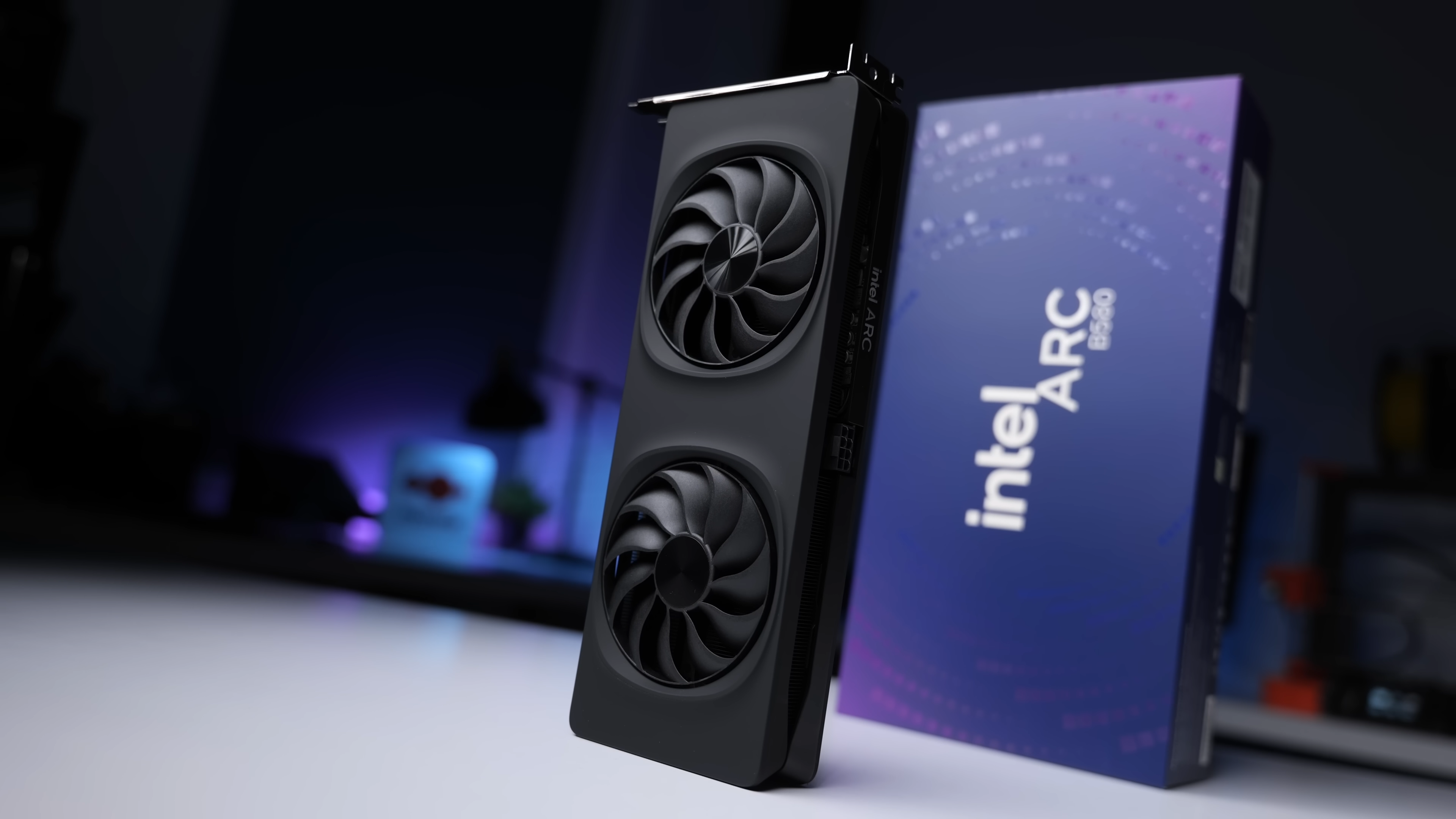
Das aktuelle Flaggschiffmodell, die Intel Arc B580 (Stand 2025)

Intel Arc ist eine von Intel entwickelte Marke für Grafikprozessoren. Hierbei handelt es sich um diskrete GPUs, die hauptsächlich für den PC-Gaming-Markt vermarktet werden. Die Marke umfasst auch Intels Consumer-Grafiksoftware und -Dienstleistungen.
Intel Arc konkurriert mit Nvidias GeForce- und AMDs Radeon-Reihen. Die Arc-A-Serie für Notebooks wurde am 30. März 2022 auf den Markt gebracht, wobei das A750 und das A770 beide im dritten Quartal 2022 auf den Markt kamen. Intel hat sein ursprüngliches Veröffentlichungsziel für das zweite Quartal 2022 verfehlt, da die meisten diskreten Arc-GPUs erst im Oktober 2022 auf den Markt kommen.
Intel hat die Arc-Pro-Workstation-GPUs am 8. August 2022 offiziell vorgestellt.
Die Battlemage-GPUs der 2. Generation wurden von Intel am 3. Dezember 2024 offiziell vorgestellt.

## Markenfindung
Laut Intel ist die Marke nach dem Konzept der Handlungsstränge benannt, die in Videospielen zu finden sind. Jede Arc-Generation ist in aufsteigender Reihenfolge nach jedem Buchstaben des lateinischen Alphabets benannt. Sie beginnen mit A, dann B, dann C und so weiter. Die erste Generation heißt Alchemist, während Battlemage, Celestial und Druid die jeweiligen Namen für die zweite, dritte und vierte Arc-Generation sind.

## Modellreihen
- Intel-Arc-A-Serie (Alchemist)
- Intel-Arc-B-Serie (Battlemage)